# Эльмштайн
Эльмштайн (нем. Elmstein) — община в Германии, в земле Рейнланд-Пфальц. Входит в состав района Бад-Дюркхайм. Подчиняется управлению Ламбрехт (Пфальц). Население составляет 2403 человека (2021). Занимает площадь 75,63 км². Община подразделяется на 10 сельских округов.

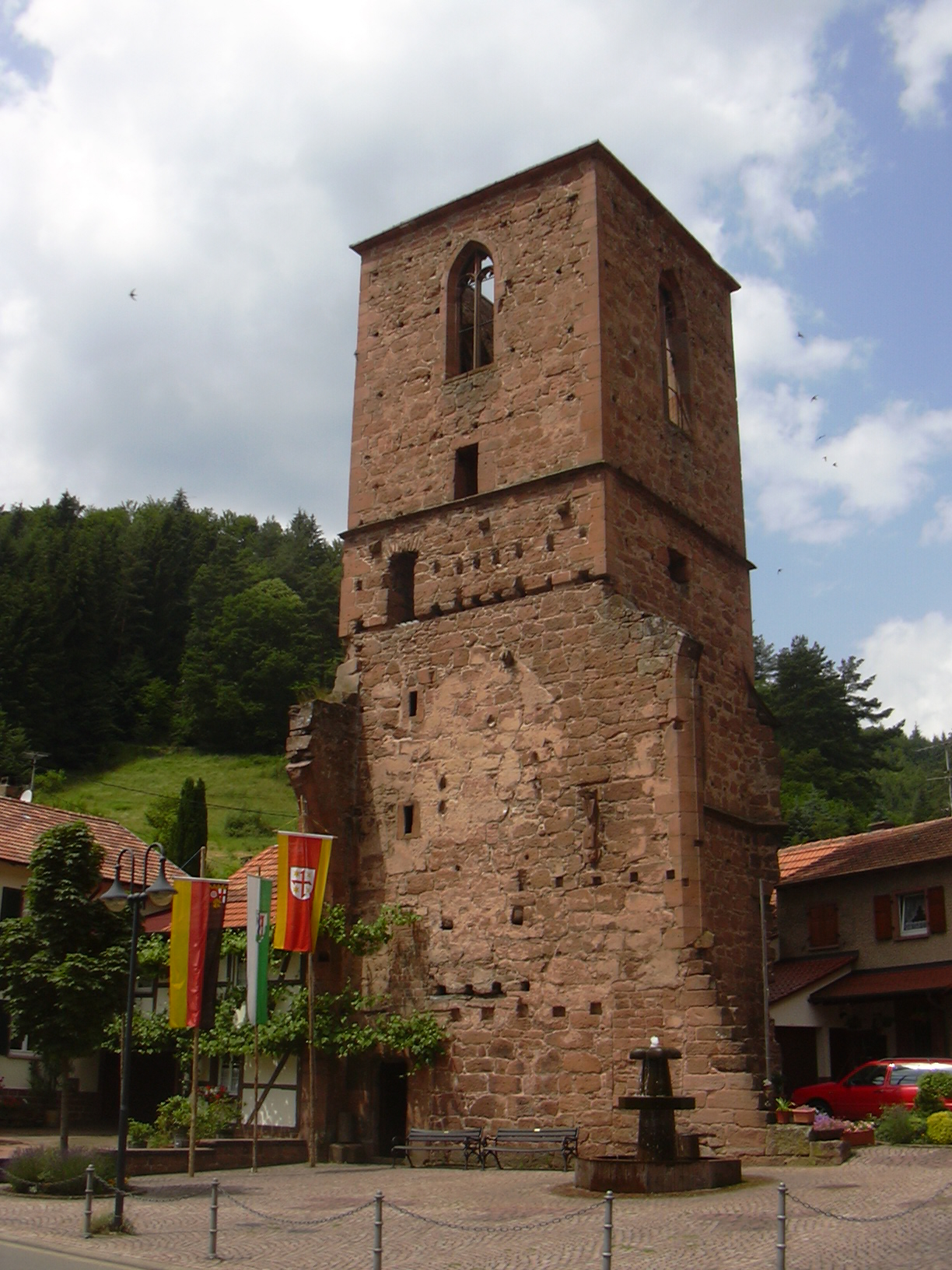

## Население
| Год  | Численность |
| ---- | ----------- |
| 2010 | 2572        |

| Год  | Численность | Численность |
| ---- | ----------- | ----------- |
| 1975 | 2870        | [ 4 ]       |
| 2017 | 2392        | [ 1 ]       |
| 2019 | 2399        | [ 5 ]       |
| 2021 | 2403        | [ 6 ]       |
| 2022 | 2400        | [ 7 ]       |
| 2023 | 2418        | [ 2 ]       |